# Kendale Lakes
Kendale Lakes est une census-designated place du comté de Miami-Dade, dans l'État de Floride, aux États-Unis,. En 2020, elle compte une population de 55 646 habitants.